# I'm Gonna Love You Too
I'm Gonna Love You Too  is een liedje, geschreven door Joe B. Mauldin, Niki Sullivan en Norman Petty. Het is voor de eerste keer opgenomen door Buddy Holly in 1957. Joe B. Mauldin was zijn bassist, Niki Sullivan zijn slaggitarist (al speelt die niet mee op de opname) en Norman Petty zijn producer. Twintig jaar later werd het nummer op de plaat gezet door de Amerikaanse band Blondie. Het was een single van het album Parallel Lines uit 1978.

## Versie van Buddy Holly
De Amerikaanse zanger Buddy Holly nam het nummer op 1 juli 1957 op met een minimale bezetting:
- Buddy Holly, zang en gitaar
- Joe B. Mauldin, contrabas
- Jerry Allison, drums

Jerry Allison verklaarde later dat Buddy Holly de eigenlijke schrijver van het nummer was geweest.
Het nummer was geen succes. Behalve als single werd het ook uitgebracht op de lp Buddy Holly, op de markt gekomen in 1958.

## Versie van Blondie
I'm Gonna Love You Too van de Amerikaanse popgroep Blondie was een single van het album Parallel Lines. Het album verkocht wereldwijd meer dan 20 miljoen exemplaren. Het haalde in februari 1979 de eerste plaats in het Verenigd Koninkrijk en in april 1979 de zesde plaats in de Verenigde Staten. In Nederland kwam het tot de vierde plaats.
In tegenstelling tot andere singles van het album als Heart of Glass, Hanging on the Telephone, Sunday Girl en One Way or Another scoorde I'm Gonna Love You Too niet in het Verenigd Koninkrijk of de Verenigde Staten. In Nederland was de plaat echter een hit met een 7e plaats in de Nederlandse Top 40 en een 6e plaats in de Nationale Hitparade.

### NPO Radio 2 Top 2000
I'm Gonna Love You Too stond alleen in 2001 in de NPO Radio 2 Top 2000, op plek 1677.

## Andere versies
Naast de versies van Buddy Holly en Blondie is de bekendste versie die van de Engelse groep The Hullaballoos. Deze groep uit Hull, met lange geblondeerde haren, nam het nummer op in 1964. The Hullaballoos was een van de groepen die er in eigen land nooit in slaagden door te breken, maar in de Verenigde Staten was I'm Gonna Love You Too een klein hitje, dat het tot de 56e plaats bracht.
Andere versies zijn:
- die van de Amerikaanse psychedelische groep The 13th Floor Elevators als achterkant van May the Circle Remain Unbroken (1968).
- die van Terry Jacks uit 1974 op het album Seasons in the Sun. Als single was het nummer met een 7e plaats een toptienhit in Canada.
- die van Denny Laine, de gitarist van Wings en The Moody Blues, op zijn album Holly Days uit 1977.
- die van Paul McCartney op zijn dvd-reeks The McCartney Years uit 2007.